# 陸海空軍軍官士官服役條例
《陸海空軍軍官士官服役條例》為中華民國國軍取得兵源、兵員徵集、徵集分發等徵兵募兵或志願留營事務的重要法源。以中華民國憲法第20條及兵役法為母法的該條例發布於1995年5月11日，重大修改於2002年6月5日。除此，該條例前身則為1959年公佈實施，1988年8月廢止之《陸海空軍軍官服役條例》及《陸海空軍士官服役條例》。

## 總則
因中華民國兵役法規定，兵役制度係以徵兵為主，志願服役為輔，條例特於總則釐清服役法源及各大項兵種定義。在法源上，條例總則明示為中華民國之兵役法，也規範中華民國的三軍軍官、士官的現役及預備役係依本條例為準。
準則也明列志願役的軍士官稱為「常備軍官」或「常備士官」；徵募兵源轄內的義務役軍士官稱為「預備軍官」或「預備士官」。除此，也將解除軍職身份時機定為依法停役、退伍、解除召集、禁役或以年齡為屆退條件的除役等。其中，退伍前之兵役稱為現役，而現役與除役之間，除特殊規定之外，一般稱為後備役。

## 年齡規範
《陸海空軍軍官士官服役條例》最主要內容之一，為詳列規範現役軍士官年齡上限與包含後備役之強制除役的軍官、士官年齡。
唯有國防部後備司令部（軍令），可不經由退伍之程序，直接將各軍種現役辦理除役，後備事務司（軍政）僅負責法令增修，謂之軍、政令一元化。

### 除役年齡
軍官、士官除役年齡如下： 
- 一、士官五十歲。
- 二、士官長五十八歲。
- 三、尉官五十歲。
- 四、校官五十八歲。
- 五、少將六十歲。
- 六、中將六十五歲。
- 七、二級上將七十歲。
- 八、一級上將為終身職。

### 現役限制
現役志願役上兵、士官、軍官年齡與服役年數限制為：
- 擔任上等兵：10年
- 擔任下士、中士、上士為50歲
- 擔任三等士官長、二等士官長、一等士官長為58歲
- 擔任少尉與中尉12年
- 擔任上尉達17年
- 擔任少校22年
- 擔任中校26年
- 擔任上校30年
- 擔任少將為57歲
- 擔任中將為60歲
- 擔任二級上將為64歲
- 擔任一級上將無服役年齡限制

該條款乃以年齡與服役年限做為軍官退伍之兩要件，要件其一達到者，則依條例必須強制退伍。

## 軍官、士官服役資格
1970年代之前，依據舊服役條例，以徵兵為主的預備役軍官向以大學畢業生為最主要兵源，幾乎所有大學以上學歷之役男畢業生都可成為預官。不過因國防政策改變與兵力結構調整，歷經1970年與1974年兩度大幅修訂之後，預備軍官數量大量刪減。今預備軍官役除了列出「專科以上學校畢業或具有同等程度者」限制外，只有博士學位者可以免試申請為預官，而中華民國軍隊預備士官資格，則為大專以上學歷畢業。
除此，募兵制或志願役的常備役軍士官資格則定為：「適齡男子或現役或後備之士官、士兵，依志願考取軍事校院或國內外同等學校，完成常備軍官教育，期滿合格者服之。」

## 年限與福利撫恤
於中華民國軍士官服役年限方面，《陸海空軍軍官士官服役條例》明定志願之常備軍官服役年限為最少六年，常備士官服役年限為最少四年為原則，不過在條款上也註明可以「入學時招生簡章所定服現役年限，為其服現役最少年限」。
至於福利撫恤，今頒布施行的新條例與稍早1959年頒布的舊條例有相當大差異，除戰士授田證等福利取消外，退伍金、退休俸、贍養金的領受資格與薪資結構也大幅改變。而更大差別是今該上三項撫恤退休所需款項，從舊法之國家預算支出改為基金制，基金財源款項則是由「政府與現役人員共同撥繳且由政府管理、經營、運用及負最後支付保證責任。」